# Il garofano verde (film)
Il garofano verde (The Trials of Oscar Wilde) è un film del 1960 diretto da Ken Hughes.
La pellicola è basata sulla diffamazione e sui successivi processi che coinvolsero Oscar Wilde e il marchese di Queensberry.  La fedeltà storica non rientra nei propositi del regista, autore e sceneggiatore interessato piuttosto a esplorare il dramma di un uomo.

## Trama
Il film tratta il periodo che va 1892 al 1897, la storia di cinque anni importanti nella vita di Oscar Wilde (Finch), dal trionfo sulle scene con Il ventaglio di Lady Windermere ai due processi (il secondo per omosessualità) e ai due anni in carcere, durante i quali maturò una crisi religiosa.

## Produzione
La produzione è stata girata in Technirama Tecnicolor. È stato uno dei due film su Wilde usciti nel 1960, l'altro era Ancora una domanda, Oscar Wilde!. Secondo lo scenografo Ken Adam, il produttore Irving Allen ha allestito quattro sale di montaggio per la produzione, lavorando in parallelo durante le riprese principali.

## Accoglienza

### Critica
Nella sua recensione del film il critico Bosley Crowther ha scritto: "Lo stesso Mr. Wilde non poteva aspettarsi che la sua rara personalità o i suoi sfortunati incontri con la giustizia britannica su un'accusa morale fossero stati drammatizzati in modo più comprensivo o affettuoso". Crowther conclude la recensione dicendo: "L'unica cosa è che ti chiedi se questo è un personaggio abbastanza vero come se il signor Wilde fosse stato così nobile ed eroico come è stato fatto per apparire, e se lo era, che cosa stava facendo con quei giovani umili e poco costosi? Ci sembra che stiano cercando di imbiancare un caso molto spiacevole, che è una delle più famose e meno nobili nella storia letteraria."
La rivista Variety, commentando le interpretazioni, ha dichiarato: "Peter Finch interpreta un'esibizione commovente e sottile come il drammaturgo maledetto e, prima della sua caduta, conferisce all'uomo il fascino che ha indubbiamente avuto ... John Fraser nel ruolo del giovane e brillante Lord Alfred Douglas è opportunamente vanitoso, egoista, vendicativo e petulante e il rapporto tra i due è molto comprensibile."

## Riconoscimenti
Il film ha vinto il Golden Globe Award come miglior film straniero in lingua inglese. Peter Finch ha vinto il BAFTA Award come miglior attore in un ruolo principale e il film ha anche ricevuto quattro altre nomination ai BAFTA, tra cui il miglior film britannico, il miglior film e John Fraser come miglior attore britannico. Peter Finch (legato con Bambang Hermanto) ha anche ricevuto il premio per il miglior attore al 2° Moscow International Film Festival.

## Nella cultura di massa
Il film è stato l'ispirazione per un film promozionale realizzato per la canzone dei Rolling Stones We Love You; il film del 1967, diretto da Peter Whitehead, comprendeva Mick Jagger nei panni di Wilde, Keith Richards nei panni del marchese e Marianne Faithfull nel ruolo di Bosie.